# Telatyn (gmina)
Telatyn – gmina wiejska w województwie lubelskim, w powiecie tomaszowskim. W latach 1975–1998 gmina położona była w województwie zamojskim.
Siedziba gminy to Telatyn.
Według danych z 30 czerwca 2004 gminę zamieszkiwało 4529 osób.
W wyborach parlamentarnych w 2007 w gminie Telatyn padł rekord poparcia dla Polskiego Stronnictwa Ludowego. Za tą partią opowiedziało się 72,7% mieszkańców
gminy.
1 stycznia 1992 od gminy Dołhobyczów odłączono część wsi Liski o powierzchni 68,34 ha, włączając ją do gminy Telatyn.

## Struktura powierzchni
Według danych z roku 2002 gmina Telatyn ma obszar 109,66 km², w tym:
- użytki rolne: 88%
- użytki leśne: 6%

Gmina stanowi 7,37% powierzchni powiatu.

## Demografia

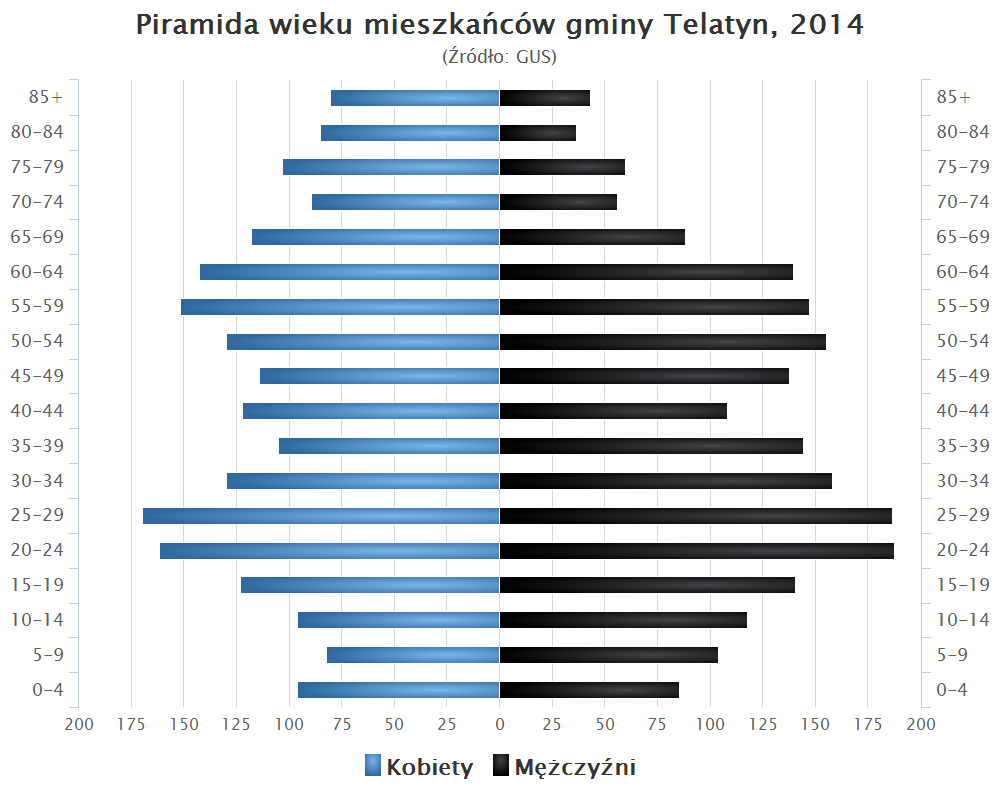
Piramida wieku mieszkańców gminy Telatyn w 2014 roku

Dane z 30 czerwca 2004:
| Opis                              | Ogółem | Ogółem | Kobiety | Kobiety | Mężczyźni | Mężczyźni |
| --------------------------------- | ------ | ------ | ------- | ------- | --------- | --------- |
| Jednostka                         | osób   | %      | osób    | %       | osób      | %         |
| Populacja                         | 4529   | 100    | 2251    | 49,7    | 2278      | 50,3      |
| Gęstość zaludnienia [mieszk./km²] | 41,3   | 41,3   | 20,5    | 20,5    | 20,8      | 20,8      |

## Miejscowości
| Wykaz miejscowości podstawowych oraz ich integralnych części w administracji gminy Telatyn | Wykaz miejscowości podstawowych oraz ich integralnych części w administracji gminy Telatyn | Wykaz miejscowości podstawowych oraz ich integralnych części w administracji gminy Telatyn | Wykaz miejscowości podstawowych oraz ich integralnych części w administracji gminy Telatyn | Wykaz miejscowości podstawowych oraz ich integralnych części w administracji gminy Telatyn |
| Nazwa miejscowości                                                                         | Identyfikator SIMC                                                                         | Rodzaj miejscowości                                                                        | Miejscowość nadrzędna                                                                      | Położenie geograficzne                                                                     |
| ------------------------------------------------------------------------------------------ | ------------------------------------------------------------------------------------------ | ------------------------------------------------------------------------------------------ | ------------------------------------------------------------------------------------------ | ------------------------------------------------------------------------------------------ |
| Bazarek                                                                                    | 0901453                                                                                    | część wsi                                                                                  | Dutrów                                                                                     | 50°32′29″N 23°49′02″E/50,541389 23,817222                                                  |
| Cegielnia                                                                                  | 0901708                                                                                    | część wsi                                                                                  | Poturzyn                                                                                   | 50°34′29″N 23°55′41″E/50,574722 23,928056                                                  |
| Centro                                                                                     | 0901460                                                                                    | część wsi                                                                                  | Dutrów                                                                                     | 50°33′04″N 23°48′45″E/50,551111 23,812500                                                  |
| Chmielna                                                                                   | 0901766                                                                                    | część wsi                                                                                  | Radków                                                                                     | 50°29′34″N 23°53′46″E/50,492778 23,896111                                                  |
| Dąbrowa                                                                                    | 0901772                                                                                    | część wsi                                                                                  | Radków                                                                                     | 50°29′11″N 23°53′41″E/50,486389 23,894722                                                  |
| Dutrów                                                                                     | 0901447                                                                                    | wieś                                                                                       |                                                                                            | 50°32′26″N 23°49′22″E/50,540556 23,822778                                                  |
| Franusin                                                                                   | 0901513                                                                                    | wieś                                                                                       |                                                                                            | 50°32′41″N 23°51′31″E/50,544722 23,858611                                                  |
| Głęboka Łąka                                                                               | 0901476                                                                                    | część wsi                                                                                  | Dutrów                                                                                     | 50°32′21″N 23°49′57″E/50,539167 23,832500                                                  |
| Kolonia                                                                                    | 0901482                                                                                    | część wsi                                                                                  | Dutrów                                                                                     | 50°32′53″N 23°50′07″E/50,548056 23,835278                                                  |
| Kolonia                                                                                    | 0901571                                                                                    | część wsi                                                                                  | Łykoszyn                                                                                   | 50°33′17″N 23°50′57″E/50,554722 23,849167                                                  |
| Kolonia                                                                                    | 0901602                                                                                    | część wsi                                                                                  | Marysin                                                                                    | 50°30′58″N 23°55′43″E/50,516111 23,928611                                                  |
| Kolonia                                                                                    | 0901909                                                                                    | część wsi                                                                                  | Żulice                                                                                     | 50°31′21″N 23°48′59″E/50,522500 23,816389                                                  |
| Kolonia Kryszyn                                                                            | 0901536                                                                                    | część wsi                                                                                  | Kryszyn                                                                                    | 50°34′56″N 23°48′50″E/50,582222 23,813889                                                  |
| Kolonia Nowosiółki                                                                         | 0901631                                                                                    | część wsi                                                                                  | Nowosiółki                                                                                 | 50°32′16″N 23°55′21″E/50,537778 23,922500                                                  |
| Kolonia Posadów                                                                            | 0901677                                                                                    | część wsi                                                                                  | Posadów                                                                                    | 50°30′04″N 23°48′09″E/50,501111 23,802500                                                  |
| Kolonia Poturzyn                                                                           | 0901714                                                                                    | część wsi                                                                                  | Poturzyn                                                                                   | 50°34′01″N 23°55′16″E/50,566944 23,921111                                                  |
| Kolonia Wasylów                                                                            | 0901884                                                                                    | część wsi                                                                                  | Wasylów                                                                                    | 50°33′03″N 23°54′22″E/50,550833 23,906111                                                  |
| Korea                                                                                      | 0901720                                                                                    | część wsi                                                                                  | Poturzyn                                                                                   | 50°34′27″N 23°55′09″E/50,574167 23,919167                                                  |
| Korea                                                                                      | 0901855                                                                                    | część wsi                                                                                  | Telatyn                                                                                    | 50°30′46″N 23°49′53″E/50,512778 23,831389                                                  |
| Kryniczka                                                                                  | 0901499                                                                                    | część wsi                                                                                  | Dutrów                                                                                     | 50°32′55″N 23°48′09″E/50,548611 23,802500                                                  |
| Kryszyn                                                                                    | 0901520                                                                                    | wieś                                                                                       |                                                                                            | 50°34′04″N 23°48′31″E/50,567778 23,808611                                                  |
| Łachowce                                                                                   | 0901559                                                                                    | wieś                                                                                       |                                                                                            | 50°29′17″N 23°51′39″E/50,488056 23,860833                                                  |
| Łykoszyn                                                                                   | 0901565                                                                                    | wieś                                                                                       |                                                                                            | 50°33′57″N 23°49′51″E/50,565833 23,830833                                                  |
| Majdan                                                                                     | 0901648                                                                                    | część wsi                                                                                  | Nowosiółki                                                                                 | 50°31′43″N 23°55′32″E/50,528611 23,925556                                                  |
| Marysin                                                                                    | 0901594                                                                                    | wieś                                                                                       |                                                                                            | 50°30′42″N 23°54′52″E/50,511667 23,914444                                                  |
| Nowosiółki                                                                                 | 0901625                                                                                    | wieś                                                                                       |                                                                                            | 50°31′24″N 23°54′40″E/50,523333 23,911111                                                  |
| Nowosiółki-Osada                                                                           | 0901654                                                                                    | osada wsi                                                                                  | Nowosiółki                                                                                 | 50°31′27″N 23°53′13″E/50,524167 23,886944                                                  |
| Nowy Dutrów                                                                                | 0901507                                                                                    | część wsi                                                                                  | Dutrów                                                                                     | 50°32′42″N 23°48′54″E/50,545000 23,815000                                                  |
| Podliski                                                                                   | 0901619                                                                                    | część wsi                                                                                  | Marysin                                                                                    | 50°30′45″N 23°56′08″E/50,512500 23,935556                                                  |
| Posadów                                                                                    | 0901660                                                                                    | wieś                                                                                       |                                                                                            | 50°29′49″N 23°48′56″E/50,496944 23,815556                                                  |
| Poturzyn                                                                                   | 0901690                                                                                    | wieś                                                                                       |                                                                                            | 50°33′43″N 23°56′15″E/50,561944 23,937500                                                  |
| Pustki                                                                                     | 0901737                                                                                    | część wsi                                                                                  | Poturzyn                                                                                   | 50°33′58″N 23°56′38″E/50,566111 23,943889                                                  |
| Radków                                                                                     | 0901750                                                                                    | wieś                                                                                       |                                                                                            | 50°29′46″N 23°53′06″E/50,496111 23,885000                                                  |
| Radków-Kolonia                                                                             | 0901803                                                                                    | kolonia                                                                                    | Radków-Kolonia                                                                             | 50°30′01″N 23°53′56″E/50,500278 23,898889                                                  |
| Rudka                                                                                      | 0901542                                                                                    | przysiółek wsi                                                                             | Kryszyn                                                                                    | 50°33′29″N 23°47′41″E/50,558056 23,794722                                                  |
| Sachalin                                                                                   | 0901789                                                                                    | część wsi                                                                                  | Radków                                                                                     | 50°29′39″N 23°52′47″E/50,494167 23,879722                                                  |
| Siemiechy                                                                                  | 0901588                                                                                    | część wsi                                                                                  | Łykoszyn                                                                                   | 50°34′42″N 23°49′30″E/50,578333 23,825000                                                  |
| Stary Marysin                                                                              | 1025500                                                                                    | część wsi                                                                                  | Marysin                                                                                    | 50°30′29″N 23°55′05″E/50,508056 23,918056                                                  |
| Suszów                                                                                     | 0901810                                                                                    | wieś                                                                                       |                                                                                            | 50°32′17″N 23°56′24″E/50,538056 23,940000                                                  |
| Suszów-Osada                                                                               | 0901832                                                                                    | osada wsi                                                                                  | Suszów                                                                                     | 50°31′57″N 23°57′17″E/50,532500 23,954722                                                  |
| Telatyn                                                                                    | 0901849                                                                                    | wieś                                                                                       |                                                                                            | 50°31′37″N 23°50′40″E/50,526944 23,844444                                                  |
| Telatyn-Kolonia                                                                            | 0901861                                                                                    | część wsi                                                                                  | Telatyn                                                                                    | 50°30′45″N 23°51′14″E/50,512500 23,853889                                                  |
| Wasylów                                                                                    | 0901878                                                                                    | wieś                                                                                       |                                                                                            | 50°32′59″N 23°53′42″E/50,549722 23,895000                                                  |
| Zabuda                                                                                     | 0901683                                                                                    | część wsi                                                                                  | Posadów                                                                                    | 50°30′11″N 23°48′24″E/50,503056 23,806667                                                  |
| Zastaw                                                                                     | 0901795                                                                                    | część wsi                                                                                  | Radków                                                                                     | 50°29′23″N 23°52′49″E/50,489722 23,880278                                                  |
| Żulice                                                                                     | 0901890                                                                                    | wieś                                                                                       |                                                                                            | 50°32′08″N 23°47′57″E/50,535556 23,799167                                                  |

## Sołectwa
Dutrów, Franusin, Kryszyn, Łachowce, Łykoszyn, Marysin, Nowosiółki, Posadów, Poturzyn, Radków, Radków-Kolonia, Suszów, Telatyn, Telatyn-Kolonia Pierwsza, Telatyn-Kolonia Druga, Wasylów, Żulice.

## Sąsiednie gminy
Dołhobyczów, Łaszczów, Mircze, Ulhówek